# Tschokurdach
Tschokurdach (russisch Чокурда́х; jakutisch Чокуурдаах) ist eine Siedlung städtischen Typs in der Republik Sacha (Jakutien) in Russland mit 2367 Einwohnern (Stand 14. Oktober 2010).

## Geographie
Der Ort liegt etwa 1250 km Luftlinie nordöstlich der Republikhauptstadt Jakutsk im Jana-Indigirka-Tiefland am linken Ufer der Indigirka unterhalb der Einmündung der Allaicha.
Tschokurdach ist Verwaltungszentrum des Ulus Allaichowski sowie Sitz und einzige Ortschaft der Stadtgemeinde (gorodskoje posselenije) Possjolok Tschokurdach.

## Geschichte
Der Ort wurde 1936 als Verwaltungssitz für den 1931 geschaffenen Ulus (Rajon) sowie Flusshafen mit der beginnenden Erschließung des Nördlichen Seewegs gegründet. Seit 1981 besitzt Tschokurdach den Status einer Siedlung städtischen Typs.

### Bevölkerungsentwicklung
| Jahr | Einwohner |
| ---- | --------- |
| 1959 | 1116      |
| 1970 | 2403      |
| 1979 | 3375      |
| 1989 | 3845      |
| 2002 | 2591      |
| 2010 | 2367      |

Anmerkung: Volkszählungsdaten

## Verkehr
Tschokurdach ist nicht an das feste Straßennetz angeschlossen. Es ist über eine Winterpiste erreichbar, die der Indigirka ab Ust-Nera über Chonuu und Belaja Gora abwärts folgt, größtenteils auf dem Eis des Flusses. Der Flusshafen ist einer der nördlichsten Russlands; die Navigationsperiode beträgt nur gut drei Monate.
Unmittelbar nördlich der Siedlung befindet sich ein Flughafen (IATA-Flughafencode CKH; ICAO-Code UESO).